# 邢姓
邢姓在宋版《百家姓》中排第195位。

## 姓氏起源
1. 出自姬姓，周公旦之子邢朋叔受封於邢國，邢国灭亡后邢侯子孙就以国名为姓。
2. 出自姬姓，晋国公族大夫韩宣子被封于邢邑，其后裔以地名为姓。
3. 少数民族有的改为邢姓。北魏氐族人、清朝满洲八旗性佳氏、锡尔德特氏、蒙古族希日朱德氏等均有改汉姓邢。

## 延伸阅读
[在维基数据编辑]
 《百家姓》
 《欽定古今圖書集成·明倫彙編·氏族典·邢姓部》，出自陈梦雷《古今圖書集成》